# アブラハム・オラーノ
アブラアム・オラーノ・マンサーノ（Abraham Olano Manzano、1970年1月22日 - ）は、スペイン・ギプスコア県のオイアルツン　アノエタ出身の元自転車競技選手。世界自転車選手権・エリート部門の個人ロードレース及び個人タイムトライアルの両種目で優勝を果たした最初の選手である。また、スペイン国内選手権でも両種目において優勝経験がある。
とりわけ1995年の世界選手権・個人ロードでは、ミゲル・インドゥライン（2位）、マルコ・パンターニ（3位）を打ち破っての優勝だった。
グランツールにおいては、1998年のブエルタ・ア・エスパーニャで総合優勝を果たした他、ジロ・デ・イタリアでも総合2、3位経験がある。また、1996年アトランタオリンピックの個人タイムトライアルでは優勝したミゲル・インドゥラインに続き、2位（銀メダル）に食い込んでいる。なお、1998年のブエルタ優勝では、山岳ステージで献身的なアシストを見せたマヌエル・ベルトランの労をねぎらいBMWをプレゼントしている。

## ドーピング
2013年7月24日、フランス上院のドーピング調査委員会は、1998年のツール・ド・フランスで採取した血液サンプルの調査結果を公表。総合優勝のマルコ・パンターニやポイント賞のエリック・ツァベルらと共にエリスロポエチン（EPO）を使用していたことが明らかになった。

## 主な実績
世界自転車選手権
個人ロードレース･･･1995
個人タイムトライアル･･･1998
ブエルタ・ア・エスパーニャ
総合優勝･･･1998
ジロ・デ・イタリア
総合2位（2001）、総合3位（1996）
ツール・ド・フランス
総合4位（1997）
ステージ　1勝
 スペイン国内選手権
個人ロードレース･･･1994
個人タイムトライアル･･･1994、1998
その他優勝実績
ティレーノ〜アドリアティコ･･･2000
ツール・ド・ロマンディ･･･1996
クリテリウム・アンテルナシオナル･･･2000